# Église Notre-Dame-de-l'Assomption d'Anderlecht
L’église Notre-Dame-de-l’Assomption (en néerlandais : Onze Lieve Vrouw Hemelvaart) est un édifice religieux catholique sis au 105 rue Adolphe Willemyns, à Anderlecht (Bruxelles). L’église qui date des années 1950 se caractérise par une façade neutre et discrète, dans l’alignement des autres bâtiments de la rue. En effet, celle-ci regroupe également plusieurs appartements qui sème le doute sur son statut de lieu culturel. Seule une croix se trouvant au-dessus du porche d’entrée la distingue des autres maisons de la rue. L’église est paroisse catholique. Les offices religieux sont célébrés dans les deux langues, français et néerlandais.
L'église est l'œuvre des architectes Ernest Hendrickx et Robert-Mallet Stevens.